# باغی (فیلم ۲۰۰۰)
باغی (به هندی: Baaghi) یا نافرمان فیلمی محصول سال ۲۰۰۰ و به کارگردانی راجیش کومار سینگ است. در این فیلم بازیگرانی همچون سانجی دات، مانیشا کویرالا، آدیتای پانچولی، ایندر کومار، گلشن گروور، شیواجی ساتام ایفای نقش کرده‌اند.